# Companions of the Cross
Die Companions of the Cross (Ordenskürzel: CC) sind eine römisch-katholische Priestergemeinschaft. Die von Pater Robert Bedard (1929–2011) gegründete Gemeinschaft wurde 2003 vom Heiligen Stuhl als eine Gesellschaft apostolischen Lebens anerkannt.

## Geschichte
Die ersten Zusammenkünfte begannen 1984, die kleine Gruppe versammelte sich um Pater Bob Bedard und fand seine Heimat in der Pfarrgemeinde St. Mary in Ottawa, Kanada. Schon bald wurde die Gemeinschaft durch Erzbischof Joseph-Aurèle Plourde (1967–1989) von Ottawa in ihrem Bestreben unterstützt. Bis 1986 schlossen sich mehrere Priester und Seminaristen der Priestergemeinschaft an, zu deren Leiter Bob Bedard gewählt worden war. Erzbischof Plourde bestätigte im Herbst 1986 den von der Gruppe gewählten Namen „Companions of the Cross“ (CC) und 1988 die Statuten. 1988 schloss sich der Gemeinschaft von Priestern eine Laiengemeinschaft an und seit 1992 arbeitet die CC aktiv in einem Radiosender mit.
Im Jahr 1993 übernahm die Gemeinschaft zum ersten Mal die Verantwortung für eine Pfarrgemeinde (St. Maurice in Nepean, heute Ottawa). Der neue Erzbischof von Ottawa Marcel André J. Gervais unterstützte den Antrag beim Papst zur Anerkennung als eine „Gesellschaft apostolischen Lebens“. Die überarbeiteten Regeln wurde 1999 von Erzbischof Gervais genehmigt, gleichzeitig errichtete die Gemeinschaft, mit Genehmigung der zuständigen Diözesanbischöfe, ihre ersten Häuser außerhalb der Erzdiözese Ottawa.
Im Jahr 2003 erhielt die Priestergemeinschaft „Companions of the Cross“ die päpstliche Approbation als „Gesellschaft apostolischen Lebens“. Im gleichen Jahr gründete sich, nach dem Beispiel der Priestergemeinschaft, eine Schwesterngemeinschaft, sie trägt den Namen „Servants of the Cross“.

## Organisation
Der Ordensobere wurde bis 2012 als „Moderator“ tituliert, dieses waren nach dem Gründer John Vandenakker CC (1996–2006) und Scott McCaig CC (2006–2012). Zwischen Januar und Februar 2012 fand eine interne Umstrukturierung statt, zum ersten Generalsuperior wurde Pater Scott McCaig gewählt, gleichzeitig wurde ein Ordenskapitel eingeführt. Die Gesellschaft hat in Kanada (Ottawa, Toronto und Halifax) und den Vereinigten Staaten (Houston und Detroit) Niederlassungen. Die Mitglieder leben in kleinen Wohngemeinschaften und schließen sich dort den örtlichen Pfarrgemeinden an. Sie arbeiten in kirchlichen Einrichtungen und leiten auch in Eigenverantwortung Pfarrgemeinden. Eine örtliche Kommunität besteht aus mindestens vier und höchstens acht Mitgliedern, sie werden von einem Superior geleitet.

## Persönlichkeiten
Aus den Reihen der Priestergemeinschaft wurde der Ordenspriester Christian Riesbeck CC am 7. Januar 2014 von Papst Franziskus zum Weihbischof in Ottawa und am 15. Oktober 2019 zum Bischof von Saint John, New Brunswick ernannt.

## Missionsarbeit
Die Missionsarbeit ist ein Bestandteil der Gemeinschaft, jeder Seminarist wird im Rahmen seiner Priesterausbildung auf eine Missionsreise entsandt. Die Priestergemeinschaft setzt sich für eine universale Kirche ein und betrachtet die Missionsarbeit als einen christlichen Beitrag. Sie führen in folgenden Ländern Missionsarbeiten durch: Uganda, Tansania, Kenia, Sudan, Ruanda, Simbabwe, Ghana, Rumänen, Ukraine, Ungarn, auf den Philippinen, Vietnam, Mexiko und Papua-Neuguinea.